# Ava
Ava [ejva] je ženské křestní jméno vyskytující se v různých kulturách. Svátek slaví 11. 2.
Jméno je buď středověká zkrácená forma germánských jmen začínajících na avi, vykládá se jako žádaná, očekávaná, nebo je to jiná varianta pro Evu anebo to může být zkrácenina židovského jména Avigail. V řecké mytologii byla Ava nymfa Kithairona.
V perštině se vykládá jako hlas a zvuk.

## Domácké podoby
Ava, Avinka, Avinka, Avie, Avi

## Skutečné Avy
- Ava Bellamy – americká herečka
- Ava DuVernay (* 1972), americká filmová režisérka
- Ava Gardner (1922–1990), americká herečka
- Ava Guadet, americká herečka
- Ava Max (* 1994), americká zpěvačka